# József Papp
József Papp (* 3. Mai 1955 in Budapest) ist ein ungarischer Badmintonspieler. 

## Karriere
József Papp gewann schon als Junior 1972 seinen ersten nationalen Titel bei den Erwachsenen in Ungarn. Fünf weitere Titelgewinne folgten bis 1980. Des Weiteren siegte er drei Mal bei den Mannschaftsmeisterschaften.

## Sportliche Erfolge
| Saison | Veranstaltung                              | Disziplin    | Platz | Name                         |
| ------ | ------------------------------------------ | ------------ | ----- | ---------------------------- |
| 1971   | Ungarn: Einzelmeisterschaften der Junioren | Herrendoppel | 1     | Imre Bereknyei / József Papp |
| 1972   | Ungarn: Einzelmeisterschaften der Junioren | Herrendoppel | 1     | Imre Bereknyei / József Papp |
| 1972   | Ungarn: Einzelmeisterschaften              | Herrendoppel | 1     | András Édes / József Papp    |
| 1973   | Ungarn: Einzelmeisterschaften der Junioren | Herrendoppel | 1     | Imre Bereknyei / József Papp |
| 1976   | Ungarn: Einzelmeisterschaften              | Herrendoppel | 1     | István Englert / József Papp |
| 1977   | Ungarn: Einzelmeisterschaften              | Herrendoppel | 1     | István Englert / József Papp |
| 1978   | Ungarn: Einzelmeisterschaften              | Mixed        | 1     | József Papp / Éva Pozsik     |
| 1978   | Ungarn: Einzelmeisterschaften              | Herrendoppel | 1     | István Englert / József Papp |
| 1980   | Ungarn: Einzelmeisterschaften              | Herrendoppel | 1     | István Englert / József Papp |

## Referenzen
- Ki kicsoda a magyar sportéletben? Band 2 (I–R). Szekszárd, Babits Kiadó, 1995. ISBN 963-495-011-6

| Personendaten    | Personendaten                |
| ---------------- | ---------------------------- |
| NAME             | Papp, József                 |
| KURZBESCHREIBUNG | ungarischer Badmintonspieler |
| GEBURTSDATUM     | 3. Mai 1955                  |
| GEBURTSORT       | Budapest                     |